# Костянтин Ольшанський (корабель)
Костянтин Ольшанський (до 1990 р. «БДК-56») — великий десантний корабель проекту 775. (англ. Ropucha за класифікацією НАТО). «Костянтин Ольшанський» є багатопалубним, плоскодонним десантним кораблем океанської зони з півбаком і розвиненою кормовою надбудовою.
Названий на честь Героя СРСР, командира загону 68 десантників, які брали участь у вигнанні нацистів із Миколаєва в ході Другої світової війни — Костянтина Ольшанського.

## Особливості проекту
За конструкцією він відноситься до суден, виконаних за системою «Ro-Ro» — з танковою палубою, яка проходить по всій довжині корабля. Основним призначенням великого десантного корабля є прийом з обладнаного або необладнаного берега гусеничної, колісної і будь-якої військово-транспортної техніки і піхотних підрозділів техніки, транспортування їх морем і висадки як на обладнане, так і необладнане узбережжя з малим схилом дна через відкритий носовий пристрій, а також прийому з води, транспортування морем і спуску на воду плаваючої техніки через відкритий носовий або кормовий пристрій. Корабель може використовуватися для постановок мінних загороджень, для доставки гуманітарної допомоги і евакуації населення з небезпечних районів.
Крім того, десантний корабель може використовуватися для військових перевезень, забезпечення кораблів і частин флоту в пунктах розосередженого базування.
Як правило, кораблі проекту 775 діють у складі корабельної десантної групи або у складі загону миротворчих сил, але можуть виконувати свої функції самостійно, без кораблів прикриття.
ВДК може прийняти різні варіанти завантаження: 150 чоловік і 10 танків типу Т-55 з екіпажем 40 чоловік; 12 плаваючих танків ПТ-76 з екіпажем 36 чоловік; підрозділ у складі 3 танків типу Т-55 з екіпажем 12 чоловік, 3 120-мм мінометів, 3 бойових машин типу 2П27, 4 автомобілів ЗІЛ-130, 4 ГАЗ-66 і одного легкового позашляховика ГАЗ-69. Особовий склад десанту — 147 чоловік.
Корабель здатний перевезти вантаж вагою 650 т на відстань 4700 миль і плавати у всіх незамерзаючих морях і океанах без обмежень стану моря і вітру.

### Енергетична установка
Енергетична установка складається з двох дизелів типу 16ZV/40/48, розташованих побортно. Потужність одного двигуна — 9600 к.с. (за іншими даними — 10 500 к.с.) при 500 обертах за хвилину колінчастого валу, які працюють на два весельні гвинти. ГЕУ розміщена ешелонно в двох бортових відсіках. Деякі з кораблів обладнані двома допоміжними рухово-кермовими колонками (ДРКК). Корабельна електростанція складається з трьох дизель-генераторів типу 6AL25/30 GD-800-50-03, потужність кожного становить 940 к.с., або 500 кВт, при 750 обертах за хвилину.

### Озброєння
Реактивне озброєння складається з реактивної системи залпового вогню (РСЗВ) МС-73 «Гроза». Комплекс складається з двох 40-ствольних 122-мм пускових установок. Максимальна дальність стрільби — 21 км, інтервал сходу реактивних снарядів — 0,5 сек. Дана РСЗВ, з моменту прийняття її на озброєння і дотепер, не має світових аналогів і є ефективною зброєю при придушенні берегових укріплень і знищенні живої сили супротивника.
Артилерійське озброєння включає дві спарені 57-мм артилерійські установки АК-725 з дистанційним наведенням. АК-725 призначена для знищення повітряних, морських і берегових цілей. Артустановка АК-725 входить до складу артилерійського комплексу АК-725-МР-103. Управління механізмами наведення дистанційне, від системи приладів управління стрільбою малокаліберної зенітної артилерії ПУС МЗА МР-103. У 1962 р. АК-725 була прийнята на озброєння. Заводське найменування ЗІФ-72. Скорострільність — 120 пострілів за хвилину. Живлення: безперервне стрічкове. Маса патрона — 6,61 кг. Кількість патронів в стрічці на ствол — 550 шт. Кут вертикального наведення від −10 грд до +85 грд. Кут горизонтального наведення ±85 грд. Ствол лейнований. Охолоджування ствола безперервне, водяне, з пропусканням забортної води між оболонкою ствола з лейнером. Маса артустановки — 14 500 кг. Стрільба може вестися в автоматичному режимі і в ручному режимі під управлінням оператора від візирної колонки К-103. Обслуга — 2 матроси, які під час стрільби перебувають поза установкою. Для стрільби використовується штатний постріл з уламково-трасуючим снарядом (призначений для стрільби по повітряних, надводних і берегових неброньованих цілях). Для посилення вогневої потужності і засобів ППО на ВДК пр. 775.II був встановлений артилерійський комплекс АК-176-МР-123/76, до складу якого входять одна артустановка АК-176, дві артустановки АК-630М і одна система управління стрільбою.

### Радіотехнічне озброєння
Корабель обладнаний РЛС виявлення повітряних цілей МР-302, двома навігаційними РЛС МР-212/201 і засобами радіозв'язку. Передбачена установка пасивних систем радіоелектронної боротьби. РЛС МР-302 призначена для виявлення повітряних і надводних цілей на відстані до 100 кілометрів і видачу цілевказання АРЛС МР-103.
НРЛС МР-212/201 призначена для виявлення надводних і низьколітаючих цілей на відстані до 64 миль.

## Історія проекту

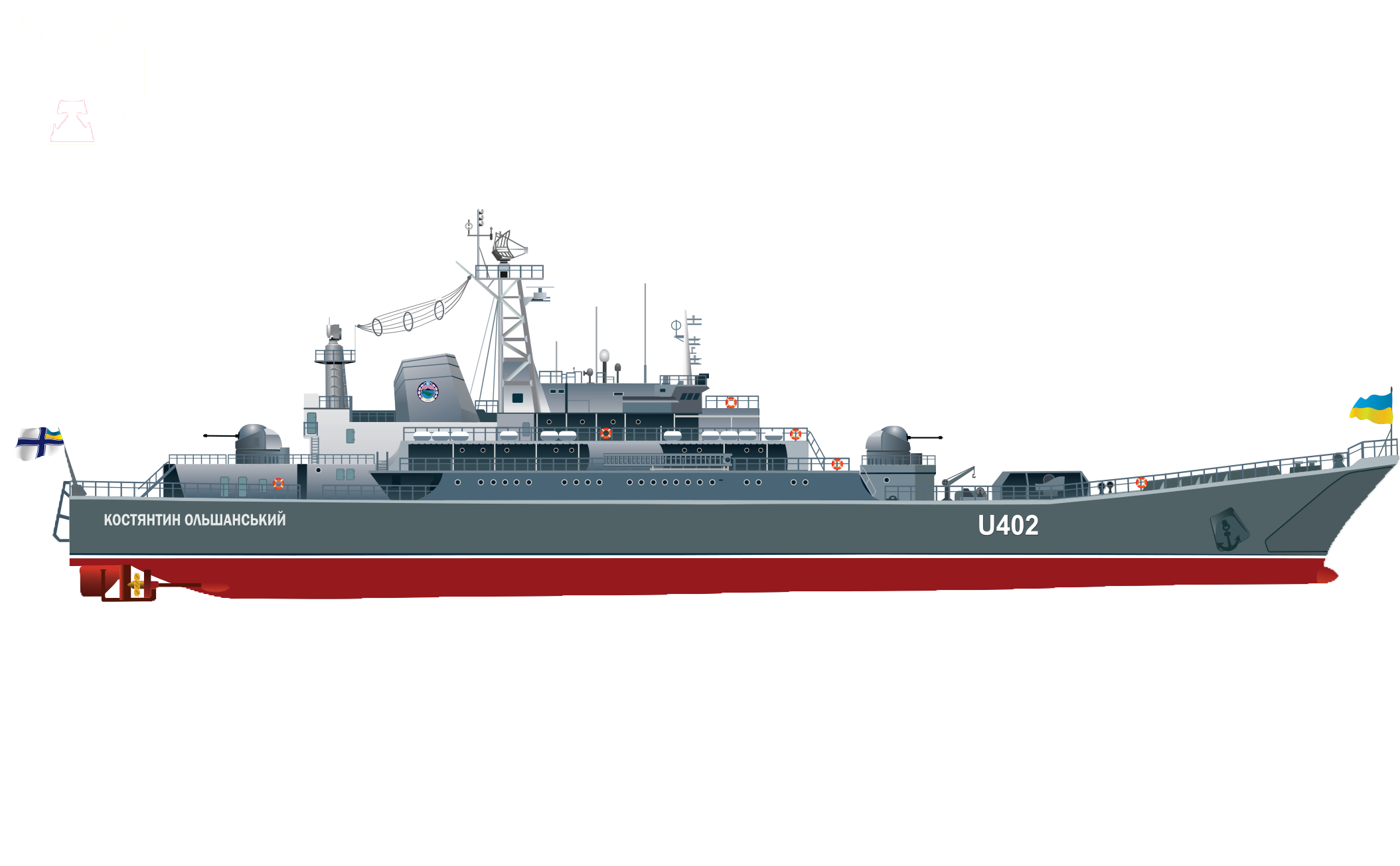
U402

Головний корабель СДК-47 (будівельний № 1) пр. 775 був побудований на корабельні «Stocznia Polnocna» («Північна верф», де начальником був інженер Б. Стандура) в Польщі у 1974 році.
Перша серія кораблів, що складалася з 12 СДК, була закінчена в 1978 році. На заході ці кораблі охрестили як «Ropucha I» — так в англійській транскрипції вимовляється слово «жаба».
Друга серія з 16 СДК (пр. 775.II або «Ropucha II») була закінчена в 1992 році Кораблі другої серії відрізнялися іншими РЛС загального виявлення, а з третього корабля й іншими артустановками (однією 76-мм АК-176 і двома 30-мм АК-630 замість двох 57-мм АК-572).
Будування проекту 775 велося за замовленням СРСР виключно для його флоту. Жоден корабель пр. 775 не ввійшов до складу ВМФ держав-союзниць за Варшавським Договором. Винятком можна вважати лише один ВДК, переданий Ємену в 1979 р. зі складу радянських сил, які базувалися в Індійському океані.

## Історія використання

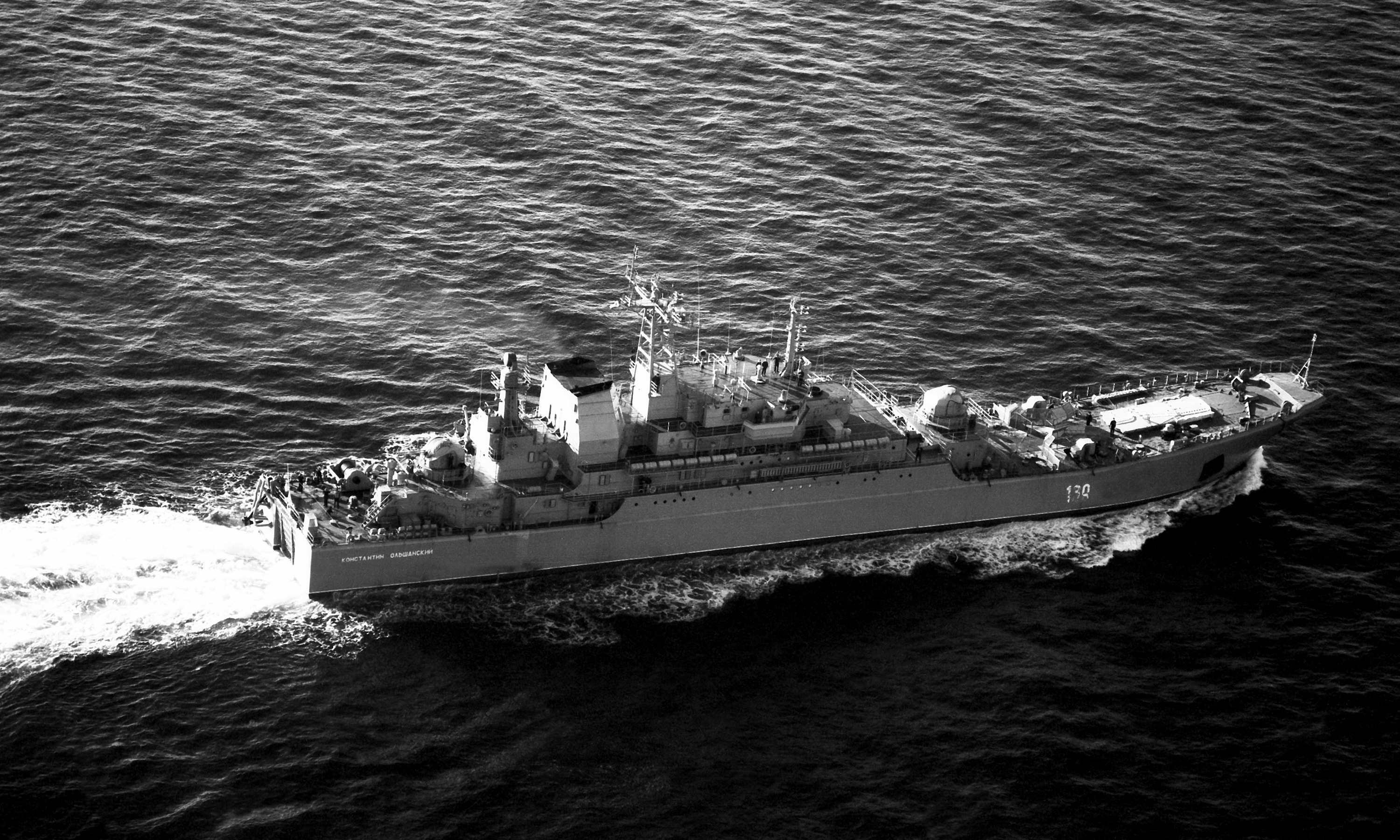
На навчаннях. 1990

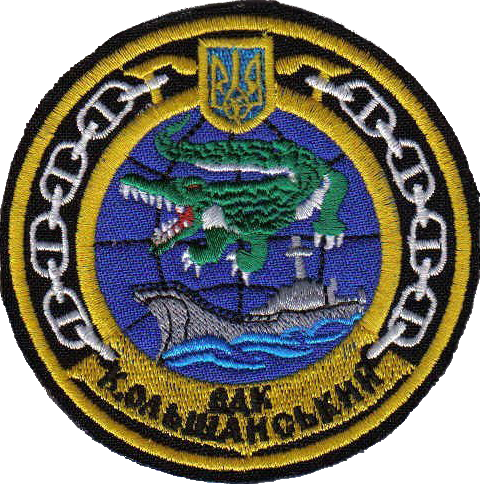
Емблема

«Костянтин Ольшанський» був побудований 1985 року на судноверфі «Північна верф» (пол. Stoczna Północna) у Гданську, Польща.
З 1985 по 1996 роки корабель входив до складу Чорноморського флоту і виконував властиві даному класу кораблів задачі: навчальні висадки десанту, бойові служби в Середземному морі.
Але наприкінці 1993 — на початку 1994 рр. «Костянтин Ольшанський» і ряд інших кораблів Чорноморського флоту РФ брали участь в евакуації біженців із абхазького регіону Грузії.
Одного разу, під час проведення евакуаційної місії, загін кораблів у складі великих десантних кораблів «Костянтин Ольшанський» і ВДК-69 (пр. 1171) піддалися нападу з боку декількох озброєних катерів абхазьких воєнізованих формувань. Командир «Ольшанського» ухвалив рішення лягти на бойовий курс і застосувати зброю, але малий десантний корабель на повітряній подушці МДК-123 (пр. 1232.2 «Зубр»), який прийшов на допомогу, відігнав нападників, при цьому потопив один з ворожих катерів, застосувавши скорострільну артилерійську установку АК-630М.
27 березня 1996 року на кораблі був піднятий прапор Військово-Морських Сил України. За час перебування у ВМС ЗС України ВДК «Костянтин Ольшанський» взяв участь у багатьох флотських заходах.
22 березня 2011 року корабель вирушив до Лівії, щоб евакуювати громадян України з країни, де відбувалося повстання, там він взяв на борт 193 пасажири, із яких 85 громадян України та 108 громадян з 14 країн світу і 4 квітня вирушив назад на Мальту, де було висаджено 79 громадян, після цього, з громадянами України і СНД вирушив до Севастополя, куди прибув 11 квітня.
У результаті окупації півострова Крим військами Росії, в ніч на 6 березня 2014 року разом з шістьма бойовими кораблями ВМС України був заблокований в озері Донузлав. Блокування виконано шляхом затоплення командуванням ЧФ ВМФ Росії декількох списаних кораблів. Після підписання Договору про анексію Криму, 20 березня російські військові висунули ультиматум українським військовим про перехід на бік Росії. Екіпаж корабля «Костянтин Ольшанський» був одним із тих, хто відмовився виконати цей ультиматум, залишившись вірними присязі. 21 березня екіпаж став тримати кругову оборону разом із іншим кораблем ВМС України тральщиком «Черкаси». 24 березня більша частина екіпажу залишила корабель, не перейшовши на бік Росії. На кораблі залишилось 20 військових, які, за повідомленням командира корабля, «мають стояти до кінця». 24 березня близько 200 російських штурмовиків з використанням гранат та автоматичної зброї захопили корабель «Костянтин Ольшанський».
12 березня 2020 року «Костянтин Ольшанський» був переміщений у бухту Інженерну, потім до нього було поставлено середній розвідувальний корабель «Славутич», а також нафтозбиральне судно МУС-482, гідрографічний катер «Сквира» (U635), протидиверсійний катер «Феодосія» (U240) та підводний човен «Запоріжжя» (U01) проекту 641.
2 серпня 2021 року стало відомо про те, що «Костянтин Ольшанський» де факто увійшов до складу ЧФ РФ під номером 402. Над кораблем упродовж 2023 року проводили відновлювальні роботи для заміни ним втрачених великих десантних кораблів.
23 березня 2024 року корабель було уражено ракетою «Нептун» і виведено з ладу.

## Командири ВДК «Костянтин Ольшанський»ВМСУ
- капітан II рангу Савченко Георгій Миколайович — 1996 — 1998 рр.;
- капітан II рангу Гречухін Олег Валентинович — 1998 — 1999 рр.;
- капітан I рангу Єлісєєв Сергій Станіславович — 1999 — 2001 рр.;
- капітан II рангу Деренський Дмитро Георгійович — 2001 — 2005 рр.
- капітан II рангу Гладкий Роман Миколайович — 2005—2009
- капітан II рангу Доскато Олексій Олегович
- капітан II рангу Марчишин Віктор Тимофійович
- капітан II рангу Коваленко Дмитро Анатолійович